# 피오트르 스텡피엔 (레슬링 선수)
피오트르 스텡피엔(폴란드어: Piotr Stępień, 1963년 10월 24일~)은 폴란드의 레슬링 선수, 지도자이다. 1992년 하계 올림픽에서 남자 그레코로만형 미들급 은메달을 획득했으며 유럽 선수권 대회에서 동메달 1개를 획득했다.